# New York blues
New York blues is een subgenre van bluesmuziek die is ontstaan in New York, Verenigde Staten. Het genre wordt gekarakteriseerd door duidelijke jazzinvloeden en heeft een modernere urban stijl dan countryblues. Het genre ontstond in het begin van de 20e eeuw en verspreidde zich vanuit New York naar andere - vooral noordelijke en stedelijke - gebieden van de VS. Dit in tegenstelling tot countryblues, die vooral populair werd in het zuiden van de VS.

## Artiesten
Bekende New York blues-artiesten zijn:
- Big Maybelle
- Arnett Cobb
- Lionel Hampton
- Erskine Hawkins
- Al Hibbler
- Buddy Johnson
- Lucky Millinder
- Sam Taylor
- Big Joe Turner
- Cleanhead Vinson
- Cootie Williams